# People's Television Network
People's Television Network (abreviat PTV) és l'emissora estatal insígnia propietat del govern de les Filipines. Fundada el 1974, PTV és la marca principal de People's Television Network, Inc. (PTNI), una de les agències adjuntes de l'Oficina d'operacions de comunicacions presidencials (PCOO). PTV, juntament amb les companyies de mitjans germans Radio Philippines Network (propietat minoritària) i Intercontinental Broadcasting Corporation, i la xarxa de ràdio Philippine Broadcasting Service, formen el braç mediàtic del PCOO. La seva seu social, estudis i transmissor es troba al complex Broadcast, avinguda Visayas, Barangay Vasra, Diliman, ciutat de Quezon.
Com a estació administrada pel govern, PTV rep finançament de la Llei de crèdits generals (pressupost nacional anual) i vendes de blocktimers i anunciants, entre d'altres. PTV també dirigeix el canal de televisió digital Salaam TV, orientat als musulmans.